# Pteronisis laboutei
Pteronisis laboutei is een zachte koraalsoort uit de familie Isididae. De koraalsoort komt uit het geslacht Pteronisis. Pteronisis laboutei werd in 1987 voor het eerst wetenschappelijk beschreven door Bayer & Stefani. 